# 쿠스쿠스속
쿠스쿠스속(Phalanger)은 쿠스쿠스과에 속하는 유대류 속의 하나이다. 학명은 물갈퀴 모양의 발가라때문에 거미의 거미줄을 의미하는 그리스어 "팔랑기온"(Phalangion)에서 유래했다. 흔히 "쿠스쿠스"(cuscus)라는 이름으로 불리는 4개 속 중의 하나이다. 그러나 오스트레일리아에서는 "포섬"(possums, 주머니쥐)으로 부른다.

## 하위 종
13종으로 이루어져 있다.
- 제베쿠스쿠스 (Phalanger alexandrae)
- 산쿠스쿠스 (Phalanger carmelitae)
- 땅쿠스쿠스 (Phalanger gymnotis)
- 동부쿠스쿠스 (Phalanger intercastellanus)
- 우드라크쿠스쿠스 (Phalanger lullulae)
- 푸른눈쿠스쿠스 (Phalanger matabiru)
- 텔레포민쿠스쿠스 (Phalanger matanim)
- 남부쿠스쿠스 또는 남부회색쿠스쿠스 (Phalanger mimicus)
- 북부쿠스쿠스 또는 회색쿠스쿠스, 북부회색쿠스쿠스 (Phalanger orientalis)
- 말루쿠쿠스쿠스 (Phalanger ornatus)
- 로트실트쿠스쿠스 (Phalanger rothschildi)
- 비단쿠스쿠스 (Phalanger sericeus)
- 슈타인쿠스쿠스 (Phalanger vestitus)